# Timrå (Gemeinde)
Koordinaten: 62° 29′ N, 17° 20′ O

Timrå ist eine Gemeinde (schwedisch kommun) in der schwedischen Provinz Västernorrlands län und der historischen Provinz Medelpad. Der Hauptort der Gemeinde ist Timrå.
Weitere Ortschaften sind Bergeforsen, Stavreviken, Söråker u. a. m. Durch die Gemeinde führt die Europastraße E 4.

## Geographie
Die Gemeinde erstreckt sich 25 Kilometer entlang der Ostseeküste und 40 Kilometer in das Landesinnere. Sie liegt etwa 400 km nördlich von Stockholm.

## Wirtschaft
Zellstoff- und Papierindustrie sind traditionelle Industriezweige in der Gemeinde und haben eine dominierende Stellung. Auch der Flughafen Midlanda nordöstlich des Hauptortes ist ein wichtiger Arbeitgeber.

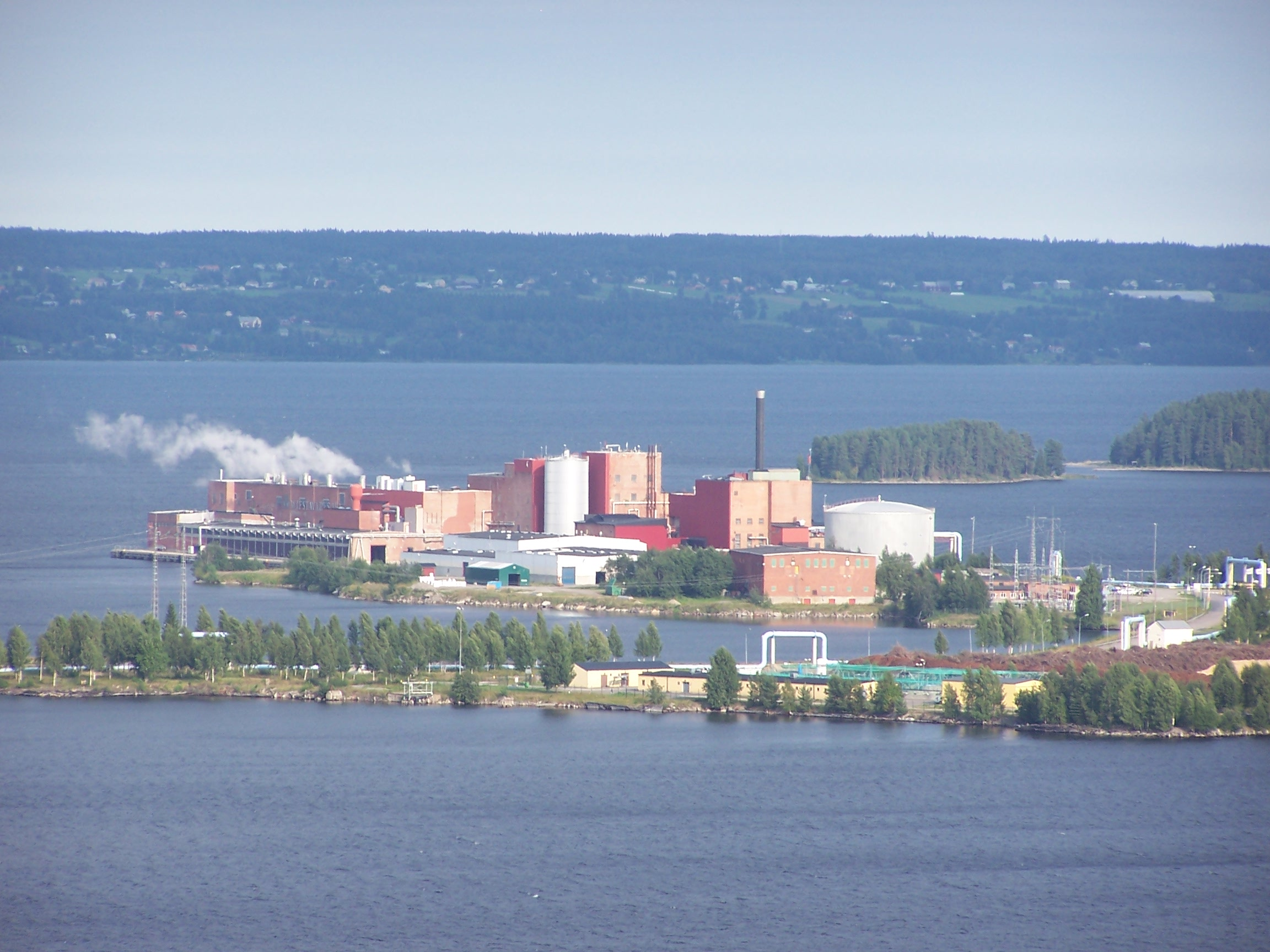
Papierfabrik Wifsta

## Sehenswürdigkeiten
Bei Bergeforsen einige Kilometer nordöstlich von Timrå befindet sich ein großes Wasserkraftwerk. Beim Kraftwerk befindet sich ein Museum, Älvens hus. Etwas weiter flussabwärts liegt eine der größten Lachszuchtanlagen Europas. Die Anlage und das Aquarium sind im Sommer für Besucher geöffnet.
Lögdö bruk, etwa 7 Kilometer nordöstlich von Timrå bei Stavreviken gelegen, ist ein altes Eisenwerk, das im 17. Jahrhundert gegründet und im 19. Jahrhundert stillgelegt wurde.